# Église Saint-Gabriel de Belgrade
Pour les articles homonymes, voir Église Saint-Gabriel.
L'église Saint-Gabriel de Belgrade (en serbe cyrillique : Црква Светог архангела Гаврила у Београду ; en serbe latin : Crkva Svetog arhangela Gavrila u Beogradu) est une église orthodoxe serbe située à Belgrade, la capitale de la Serbie, dans la municipalité urbaine de Savski venac. Construite en 1939, elle est inscrite sur la liste des monuments culturels protégés de la république de Serbie (identifiant no SK 1943) et sur la liste des biens culturels de la ville de Belgrade.

## Présentation
L'église du Saint-Archange-Gabriel, située 26 rue Humska, a été dessinée par l'architecte russe Grigorije Samojlov en 1939. Bâtie sur un plan de tréflé tronqué et elle possède deux clochers flanquant l'entrée occidentale. Construite en l'honneur des libérateurs de la Première Guerre mondiale, elle a été fondée par Milan et Radmila Vukićević.
Un appareillage de briques entoure les ouvertures ; la façade principale est surmontée d'un dôme constitué de douze côtés et flanqué de deux dômes plus petits. Le décor de la façade rappelle celui des églises serbes de style moravien, avec des motifs en plâtre imitant la pierre et la brique autour du portail, autour des fenêtres et sur les arcades des étages des clochers.
Le mobilier et l'iconostase ont également été créés par Samojlov. Les icônes du trône ont été peintes par Dragomir Glišić. Glišić a également réalisé les fresques de l'église entre 1985 et 1987.